# Língua yaeyama
A língua yaeyama (八重山物言/ヤイマムニ, Yaimamuni) é um língua Ryukyuan do Sul falada nas Ilhas Yaeyama, o grupo de ilhas habitadas mais meridional do Japão, com uma população combinada de cerca de 53 mil.  As Ilhas Yaeyama estão situadas no sul das Ilhas Ryukyu, a sudoeste das Ilhas Miyako e a leste de Taiwan. Yaeyama ( Yaimamunii ) está mais intimamente relacionado com o idioma Miyako. O número de falantes nativos competentes não é conhecido; como consequência da política da língua japonesa, que se refere à língua como um nihongo - dialeto Yaeyama - 八 重 山 方言 - Yaeyama hōgen, refletida no sistema educacional, pessoas com menos de 60 anos tendem a não usar a língua, exceto em canções e rituais, e a geração mais jovem usa exclusivamente o japonês como primeira língua. Em comparação com o japonês kokugo ou japonês nacional oficial, outras línguas Ryukyuanas, como a língua de Okinawa e Amami também foram chamadas de dialetos do Japonês. Yaeyama é conhecido por ter uma "vitalidade da linguagem" comparativamente mais baixa entre as línguas Ryukyuanas vizinhas.

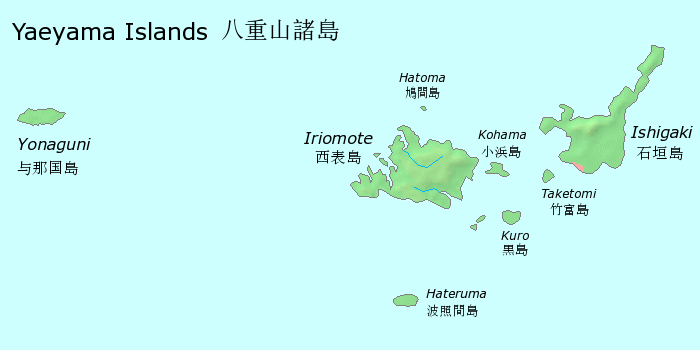
Localização dos falantes Yaehama

Yaeyama é falado em Ishigaki, Taketomi, Kohama, Kuroshima, Hatoma, Aragusuku, Iriomote e Hateruma, com complicações de inteligibilidade mútua entre dialetos como resultado da grande extensão geográfica das Ilhas Yaeyama. A fala da Ilha Yonaguni, embora relacionada, é geralmente considerada uma língua separada. O dialeto taketomi pode, em vez disso, ser um idioma ryukyuano do norte comum aos dialetos do Okinawaque mais tarde convergiram com os outros dialetos Yaeyama.

## Fonologia

### Dialeto Hateruma
O dialeto Hateruma tem sete vogais, sem distinção entre a extensão das vogais longas e curtas e dezesseis consoantes. Hateruma é conhecido por ter mais vogais do que qualquer outro dialeto. Acredita-se que uma faríngea e seja o resultado da "coalescência de Proto-Yaeyama ditongo s '* ai e * aɨ.'"
Existem três tons fonéticos em Hateruma: decrescentes, nivelados e crescentes. Para correlacionar tons, existem três classes de palavras em um sistema "A, B, C"; as palavras da classe A se correlacionam com o tom em queda, e as classes B e C apresentam "uma correspondência desigual com os padrões de nível e ascensão."
O dialeto Hateruma é considerado uma variedade inovadora do Yaeyama Ryukyuan. É o único dialeto do grupo Yaeyama a apresentar o eˤ faringeal, dessonorização sonorante, epêntese consoante substantivo-final e espirantização de oclusiva velar surda antes da vogal * i. Também é considerada a mais forte aspiração entre os dialetos Yaeyama, e também é a única variedade a apresentar dessonorização nasal e líquida.
O eˤ faríngeo pode ser expresso regionalmente como / ɛ /, especialmente entre aqueles com mais de 90 anos.
|         | Anterior | Central | Posterior |
| ------- | -------- | ------- | --------- |
| Fechada | i        | ɨ       | u         |
| [Medial | e eˤ     |         | o         |
| Aberta  |          | a       |           |

Hateruma tem as seguintes dezesseis consoantes:
|             | Bilabial | Alveolar              | Palatal   | Velar | Glotal  |
| ----------- | -------- | --------------------- | --------- | ----- | ------- |
| Oclusiva    | p;b      | t;d                   | c [t͡s~t͡ɕ] | k;ɡ   |         |
| Nasal       | m        | n [n~ŋ~ɴ~m]           |           |       |         |
| Fricativa   | f (ɸ)    | s [s~ɕ] z [z~ʑ~d͡z~d͡ʑ] |           |       | h [h~ç] |
| Líquida     |          | r [r~ɾ]               |           |       |         |
| Aproximante | w        |                       | j         |       |         |

### Dialeto Hatoma
O dialeto Hatoma contém duas "categorias tonais", denotadas como marcadas e não marcadas. Palavras da classe marcada são analisadas como sendo "altas a partir da sílaba que contém o segundo mora" e palavras não marcadas começam em um tom baixo, mas terminam em um tom baixo. "Classes de tons periféricos" também são observadas em certos substantivos e advérbios.
Hatoma é conhecido por ter a conjugação verbal mais simples e morfofonologia dos dialetos Yaeyama. Um processo fonológico é uma sequência de i , seguida por e , tornando-se e no caso de i estar em uma sílaba leve e ja (a) em uma sílaba pesada. Há também um processo de uma sequência u , seguida por a se tornando um longo o com u em uma sílaba leve e uwa (a) em uma sílaba pesada.

### Dialeto Miyara
O subdialeto Miyara de Ishigaki tem 21 consoantes e 6 vogais em seu inventário. Observa-se que e e o são sempre longos, como em muitas variedades de línguas ryukyuanas. Long vowels are often shortened before the moraic nasal.
|         | Anterior | Central | Posterior |
| ------- | -------- | ------- | --------- |
| Fechada | i        | ɨ       | u         |
| Medial  | e        |         | o         |
| Aberta  |          | a       |           |

|             | Bilabial | Alveolar | Palatal | Velar | Glotal |
| ----------- | -------- | -------- | ------- | ----- | ------ |
| Oclusiva    | p b      | t d      |         | k ɡ   | ʔ      |
| Nasal       | m        | n        |         | ŋ     |        |
| Fricativa   | ɸ        | s; z     | ʃ       |       | h      |
| Africada    |          | t͡s       | t͡ʃ; d͡ʒ  |       |        |
| Líquida     |          | ɾ        |         |       |        |
| Aproximante |          |          | j       | w     |        |

Após / s /, / z / e / t͡s /, o subjacente / u / neutraliza para [ɨ].  Após nasais (/ m /, / n /), desliza (/ j /, / w /) oclusivas alveolares (/ t /, / d /) ou / h /, / ɸ /, e / ʃ /, a vogal central alta / ɨ / não aparece. 

## História
A língua Ryukyuan se separou do proto-japonês quando seus falantes migraram para as Ilhas Ryukyu.]] Argumenta-se que as línguas Ryukyuan foram divididas do proto-japonês por volta do século II a.C. 
As línguas Yaeyaman são classificadas num ramo Macro-Yaeyama das línguas Ryukyuan do Sul. As inovações das línguas Ryukyuan do Sul, dividindo as famílias de línguas Macro-Yaeyama e Miyako, incluem uma "mudança irregular da classe de tom B para A em 'quantos' e uma forma especial para 'jardim". Inovações macro-Yaeyama, agrupando línguas Yaeyama e Yonaguni (Dunan)] contêm a "gramaticalização de 'saber' como um potencial auxiliar", semelhanças entre múltiplas formas especiais como "botão", "feliz", " fresco "e" sujeira ", bem como uma fusão semântica de" sobrinho "para significar" sobrinho "ou" sobrinha ".  Os dialetos Yaeyaman são diferenciados de Dunan por inovações quanto à substituição do verbo "vender" por uma forma causativa de "comprar", uma forma especial de "molhar-se", bem como uma mudança irregular de "* g> n" em ' barba '. 
Algumas das pronúncias que desapareceram do japonês por volta do século 8, período Nara do Japão, ainda podem ser encontradas nas línguas Yaeyama. Um exemplo é o som inicial "p", que em japonês se tornou um "h", enquanto permanecia um "p" em Yaeyama, exceto para "pu", que se tornou "fu" em Yaeyama.
|           | Proto-Japônico | Japonês moderno | Yaeyama |
| --------- | -------------- | --------------- | ------- |
| "Barriga" | * para         | hara            | paru    |
| "Barco"   | * punay        | fune            | funi    |
| "Pomba"   | * pato         | hato            | patu    |

Enquanto a língua Yaeyama era mais "conservadora" em alguns aspectos, no sentido de preservar certas pronúncias, em outros aspectos era mais inovadora. Um exemplo é o sistema vocálico. O antigo japonês tinha oito vogais (alguns talvez ditongos); isso foi reduzido para cinco no japonês moderno, mas em Yaeyaman, a redução vocálica progrediu ainda mais, para três vogais. Geralmente, quando o japonês moderno tem um "e", o cognato Yaeyama terá um "i" (isso é visto em "funi" acima); e onde o japonês moderno tem um "o", o cognato Yaeyama terá um "u" (como visto em "patu" acima).
|           | Proto-Japônico | Japonês moderno | Yaeyama |
| --------- | -------------- | --------------- | ------- |
| "Coisa"   | * mənə         | mono            | munu    |
| "Semente" | * tanay        | tane            | tani    |
| "Iniciar" | * pansimay     | hajime          | pazïmi  |

No entanto, nos casos em que o proto-japonês tem um * e , * əy ou * o que não é a palavra final, o japonês não é mais conservador do que Yaeyama a esse respeito, como ambos sofreram a mesma elevação de vogal em diferentes estágios, conforme mostrado abaixo:
|          | Proto-Japônico | Japonês moderno | Yaeyama |
| -------- | -------------- | --------------- | ------- |
| "Água"   | * mentu        | mizu            | mizï    |
| "Árvore" | * kəy          | ki              | kī      |
| "Trigo"  | * monki        | mugi            | mun     |

Como todas as línguas Ryukyuan do Sul, Yaeyama mostra uma palavra iniciada com "b" te em comparação com o "w" japonês. Isso talvez seja considerado uma inovação do "w" anterior. Isso também inclui cognatos japoneses que já tiveram um "w" inicial, mas foram abandonados posteriormente na história da língua, como "wodori"> "odori".
|              | Proto-Japônico | Japonês moderno | Yaeyama |
| ------------ | -------------- | --------------- | ------- |
| "Intestinos" | * wata         | wata            | bada    |
| "Jovem"      | * waka         | wakai           | bagasan |
| "Dança"      | * wəntəri      | odori           | budurï  |

Muitas dessas características foram perdidas na história da língua de Okinawa ou foram inovadas em comparação com todas as outras línguas japonesas. Uma explicação para isso é que é possível viajar por mar do Japão continental para a ilha principal de Okinawa, mantendo uma ou outra ilha à vista o tempo todo; mas há um fosso maior entre a ilha principal de Okinawa e os Yaeyamas, o que exigiria várias noites em mar aberto. Por esse motivo, havia menos tráfego entre o Japão continental e as ilhas Yaeyama, permitindo uma maior divergência linguística.

## Sintaxe

### Hateruma
Hateruma usa morfologia e sufixação em seus verbos e adjetivos. A morfologia derivacional expressa formas causativas e passivas em verbos; formas potenciais são iguais à forma passiva. A Inflexão verbal é expressa por dois tipos de modos indicativos] uma forma imperativa, bem como uma forma coortativa e proibitiva. Adjetivos, substantivos e verbos também são compostos e reduplicados, especialmente na produção de advérbios a partir de adjetivos.
Hateruma tem um sistema de caso com nove marcações de caso gramatical e partículas]]. Existem onze verbos auxiliares para denotar formas de modo gramatical e aspecto gramaical

### Ishigaki
O dialeto Ishigaki é conhecido por ter uma expressão peculiar de direção cardeal. Verificou-se que, ao falar com outros falantes nativos, os falantes de ishigaki usam um sistema de referência "intrínseco" e "relativo" no qual "norte" e "sul" são expressos em um sistema de referência intrínseco como os verbos agaru ("subir, subir") e oriru ("descer, abaixar"), instead of Standard Japanese kita ("norte") e minami ("sul"). Verificou-se que a maioria dos falantes expressam "leste" e "oeste" como japonês padrão hidari (" esquerda") e migi (" direita") em um quadro relativo de referência.
Foi argumentado que Miyaran Yaeyama não tem forma marcada atributiva, ao contrário da língua de Okinawa e o Japonês Antigo. No entanto, há evidências de que o condicionamento fonológico, ou seja, uma epêntese -r marcação entre o presente estativo -i e o marcador do presente -u (a fim de evitar sequências vocálicas) , é responsável por marcações atributivas não abertas.

## Perguntas
Em Yaeyama, as frases de pergunta são marcadas com du , em contraste com o japonês padrão ka .
| Sujeito com pergunta e resposta            | Objeto com pergunta e resposta:                 |
| ------------------------------------------ | ----------------------------------------------- |
| quem -Q soba-PRT comeu \| Quem comeu soba? | Chris-TOP que-PRT-Q comeu \| O que Chris comeu? |

Omitir du de uma frase de pergunta é considerado gramática incorreta. No entanto, a marcação du é opcional para frases de pergunta adverbiais ou adjuntas. Em questões com várias palavras-pergunta, apenas uma pode ser marcada com du .  Pesquisas adicionais são necessárias para aprender mais sobre questões-pergunta em Yaeyama.

## Revitavitalização
Um movimento de língua nacional conhecido como  kokugo se desenvolveu como resultado disso. O movimento kokugo inclui isso. O perigo das línguas Ryukyuan é atribuído a fatores históricos e governamentais. Originário da anexação de 1872 das Ilhas Okinawa ao Japão e da criação da Prefeitura de Okinawa em 1879, tem havido um movimento conhecido como "Japanização das Ilhas Luchuan". a implementação de 1907 do Regulamento do Dialeto, rebaixando diversas línguas Ryukyuan ao status de "dialetos" hogen e desencorajando a fala desses dialetos no sistema escolar japonês.
Estima-se que existam 7 a 10 mil falantes de Yaeyama restantes, a maioria falando a língua em casa. Muitas sociedades e movimentos de revivificação foram erigidos para preservar as línguas e a cultura Ryukyuan. O primeiro movimento de revivificação da linguagem é considerado parte da Koza Society of Culture, instituída em 1955. Um grande benfeitor para preservar e reviver as línguas Ryukyuan é a Society for Spreading Okinawan ( Uchinaguchi fukyu kyogikai) , cuja constituição é dedicada a iniciar aulas de dialeto e programas de treinamento de professores de Okinawa, bem como avançar em direção a um ortografia . Também há submovimentos notáveis na sobrevivência da linguagem Ryukyuan presentes nas transmissões de rádio de Okinawa, bem como "círculos de apresentação e peças" e aulas de línguas integradas no currículo escolar de Okinawa no nível local.